# Kanton Saint-Rémy-de-Provence
Kanton Saint-Rémy-de-Provence (fr. Canton de Saint-Rémy-de-Provence) je francouzský kanton v departementu Bouches-du-Rhône v regionu Provence-Alpes-Côte d'Azur. Skládá se z pěti obcí.

## Obce kantonu
- Les Baux-de-Provence
- Maillane
- Maussane-les-Alpilles
- Paradou
- Saint-Rémy-de-Provence